# Git (datorprogram)
Git är ett versionshanteringsprogram som skapades 2005 för att hantera källkoden till Linuxkärnan. Linus Torvalds ansåg att inget av de alternativ som fanns att tillgå räckte till vad gäller funktion eller prestanda. Han hade länge använt ett kommersiellt system (BitKeeper), men förlorat gratislicensen efter en kontrovers[källa behövs].
Git är ett distribuerat versionshanteringssystem, vilket innebär att inget centralt arkiv krävs och att vem som helst kan skapa en egen kopia. Vissa arkiv kan sägas vara viktigare än andra, till exempel det arkiv där den officiella Linuxversionen publiceras, men det är inte av tekniska skäl utan rent sociala konventioner.
Git är uppbyggt för att passa arbetsmetodiken i stora öppen-källkods-projekt. Därför finns det program för att skicka och ta emot ändringar i form av patchar via e-post, samt logga vem som gjort vad utan att någon behöver administrera register över utvecklare. Versioner identifieras med hjälp av kryptoalgoritmen SHA-1 och kan därför signeras digitalt om så önskas, även om versionsidentifikationen i sig i praktiken skyddar mot manipulation. Därtill är Git extremt snabbt för att kunna hantera den stora volymen källkod och ändringar som Linuxkärnan kräver.
Git är i grunden terminalbaserat (CLI). Det finns även tillägg (plugins) till vanliga utvecklingsverktyg som gör det möjligt att använda Git inifrån det aktuella verktyget - exempelvis EGit. Det finns även separata verktyg med grafiska användargränssnitt (GUI) som kan utnyttjas för att använda Git - exempelvis TortoiseGit och gitk.
Det finns flera verktyg som underlättar övergång från eller parallellhantering jämte andra versionshanterare såsom CVS eller Subversion. Det finns också verktyg för att simulera en CVS-server.